# Kompolder
De Kompolder is een polder die het noordoostelijk deel van de kom van Biervliet beslaat. Ze behoort tot de Polders rond Biervliet, in de Nederlandse provincie Zeeland. 
Tot de aanleg van de Beukelspolder in 1804 werden de polders van Biervliet, via de latere Kompolder, rechtstreeks op de Braakman uitgewaterd. De Kompolder, slechts 6 ha groot, werd bedijkt in 1866. Het was het oorspronkelijke haventje van Biervliet. In het poldertje lag nog lang de zogeheten Draaiput. Na demping zijn hierop tennisvelden aangelegd.